# Christian Trebinger

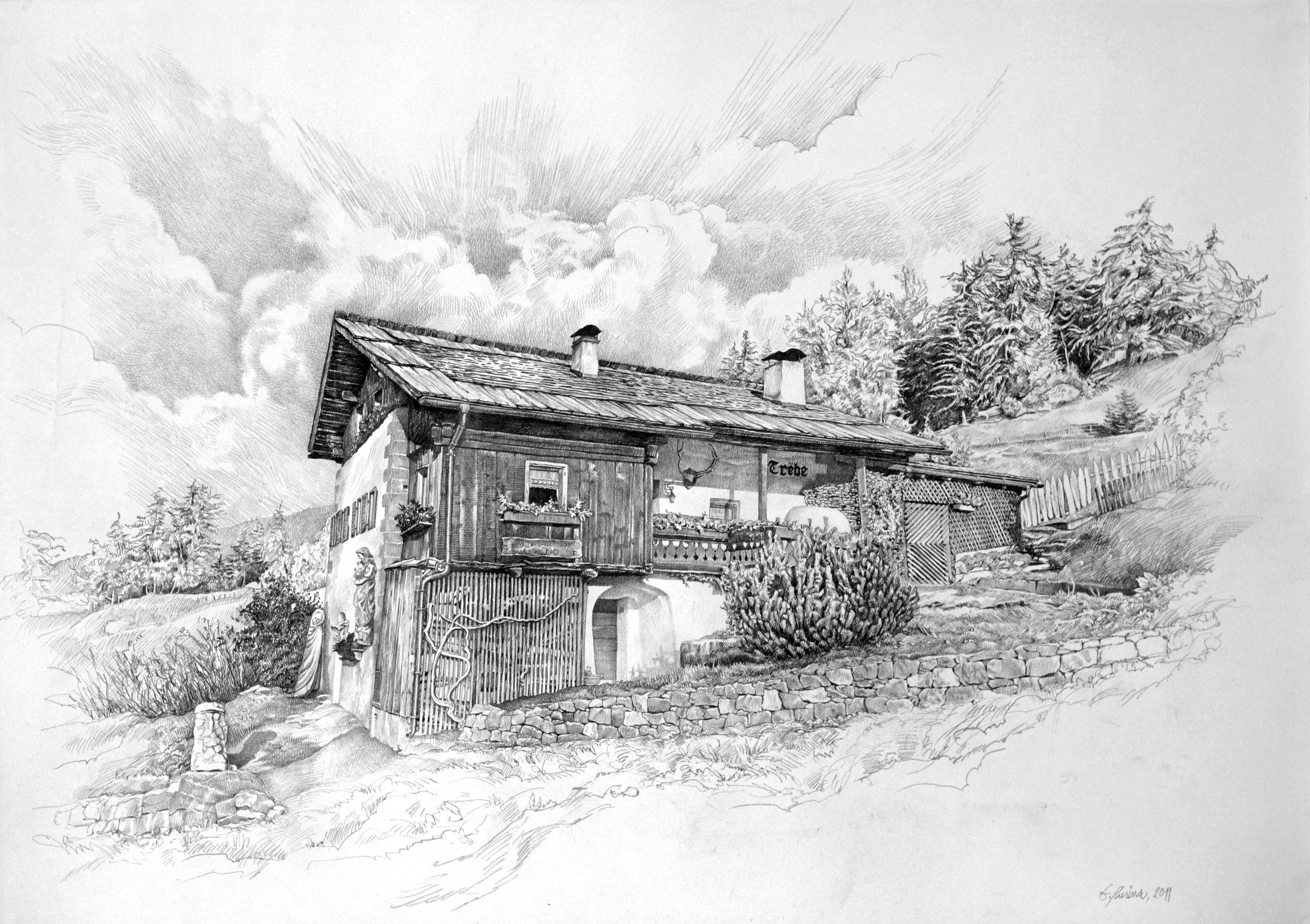
Das Geburtshaus Christian Trebingers in einer Zeichnung von Egon Moroder Rusina

Christian Trebinger, auch Christian da Trebe genannt (* um 1580 in St. Jakob (Gemeinde St. Ulrich in Gröden); † vor 1676), war der früheste urkundlich nachweisbare Bildhauer Grödens.

## Leben
Geboren am Hof Trëbe, übersiedelte er 1605 auf den Hof Pescosta in St. Ulrich und heiratete „Margreta“ da Scurcia. Laut Nicolò Rasmos stilistischer Untersuchung von Trebingers Werk dürfte seine Ausbildung in Brixen bei Hans Reichle und bei Adam Baldauf erfolgt sein.

## Werke
Urkundlich wird Trebinger erstmals genannt, als er ein Kruzifix für die Pfarrkirche von St. Ulrich schnitzte. 1643 erstellte er ein Kreuz für die Kirchenfahne von Tagusens bei Kastelruth und 1646 den Hauptaltar von St. Christina in Gröden.

## Die Holzschnitzerfamilie Trebinger
Ein 1634 geborener Sohn Christians, Valerio, hat den väterlichen Beruf nicht mehr weitergeführt. Die Brüder Bartholomäus (Bartlme), Dominikus (Dominik) und Anton und dessen Kinder haben sich hauptsächlich als Rahmenschnitzer (Rahmen, Uhrständer und Konsolen) betätigt. Bartholomäus erbaute für sich 1662 das Haus Junerei in St. Ulrich. 1668 schnitzte Bartholomäus ein Kruzifix für die Antoniuskirche in St. Ulrich. 1679 beteiligten sich Bartholomäus und sein Sohn Hans an der Klage der Meister gegen die „Pfuscher“, welche im Janeswirtshaus Janes in St. Ulrich vom Gufidauner Gericht verhandelt wurde. 1689 starb Bartholomäus, sein Sohn Hans errichtete als sein Nachfolger den Silvesteraltar in Canazei im Fassatal. 1652 baute Dominikus das Haus Ciancel in St. Ulrich. Ein weiterer Schüler eines Trebinger, zugleich einer der ersten Bildhauer Grödens, dürfte der in der Landesverteidigungsliste von 1647 genannte Jakob Runggaldier gewesen sein. Er stammte auch aus St. Jakob vom Hof Runggaudie und ließ sich in St. Ulrich am Hof Luca nieder. Von Jakob wird ein ca. 1648–50 gefertigter Tabernakel der St. Vigiliuskirche in Altenburg-Kaltern urkundlich genannt.
Einige Werke aus der Trebinger-Schule sind im Museum Gherdëina in St. Ulrich zu besichtigen.
Die Bildhauerei in Gröden wurde im 18. Jahrhundert besonders von der Künstlerfamilie Vinazer weitergeführt.

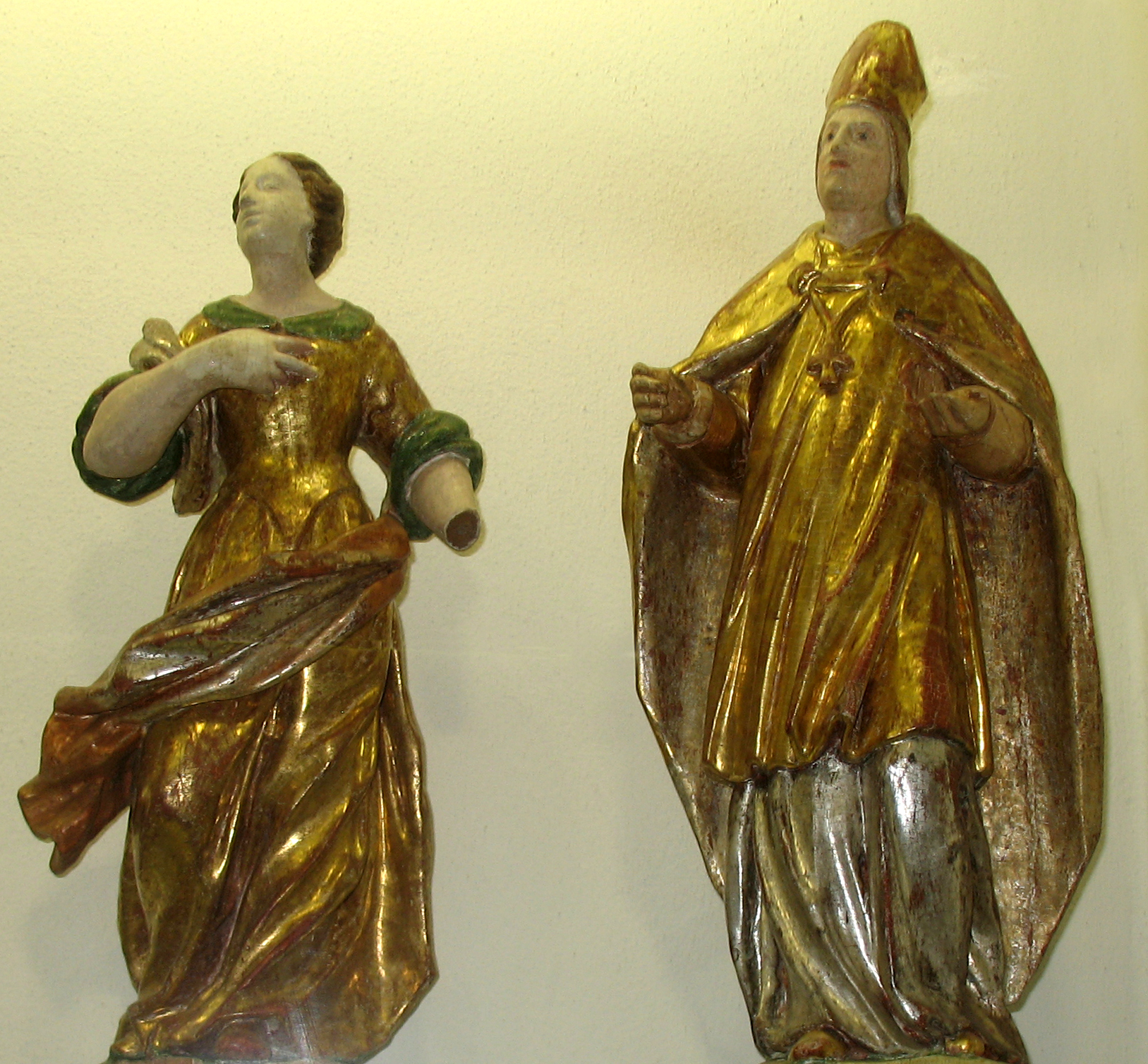
Figuren der Trebinger-Schule im Museum Gherdëina
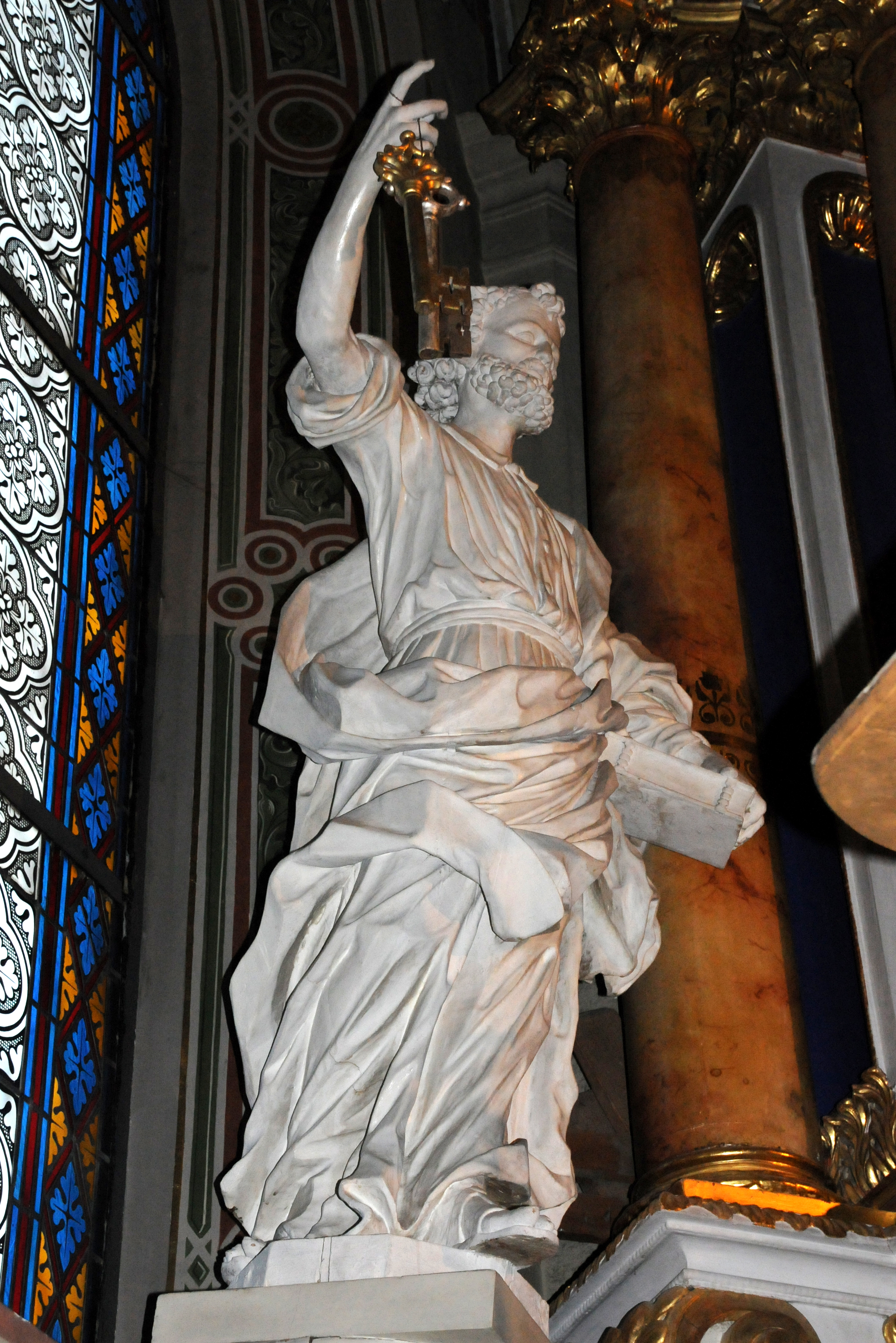
Der Heilige Petrus, Holzstatue links des Hauptaltars der Pfarrkirche von St. Christina in Gröden, von N. Rasmo Christian Trebinger zugeschrieben
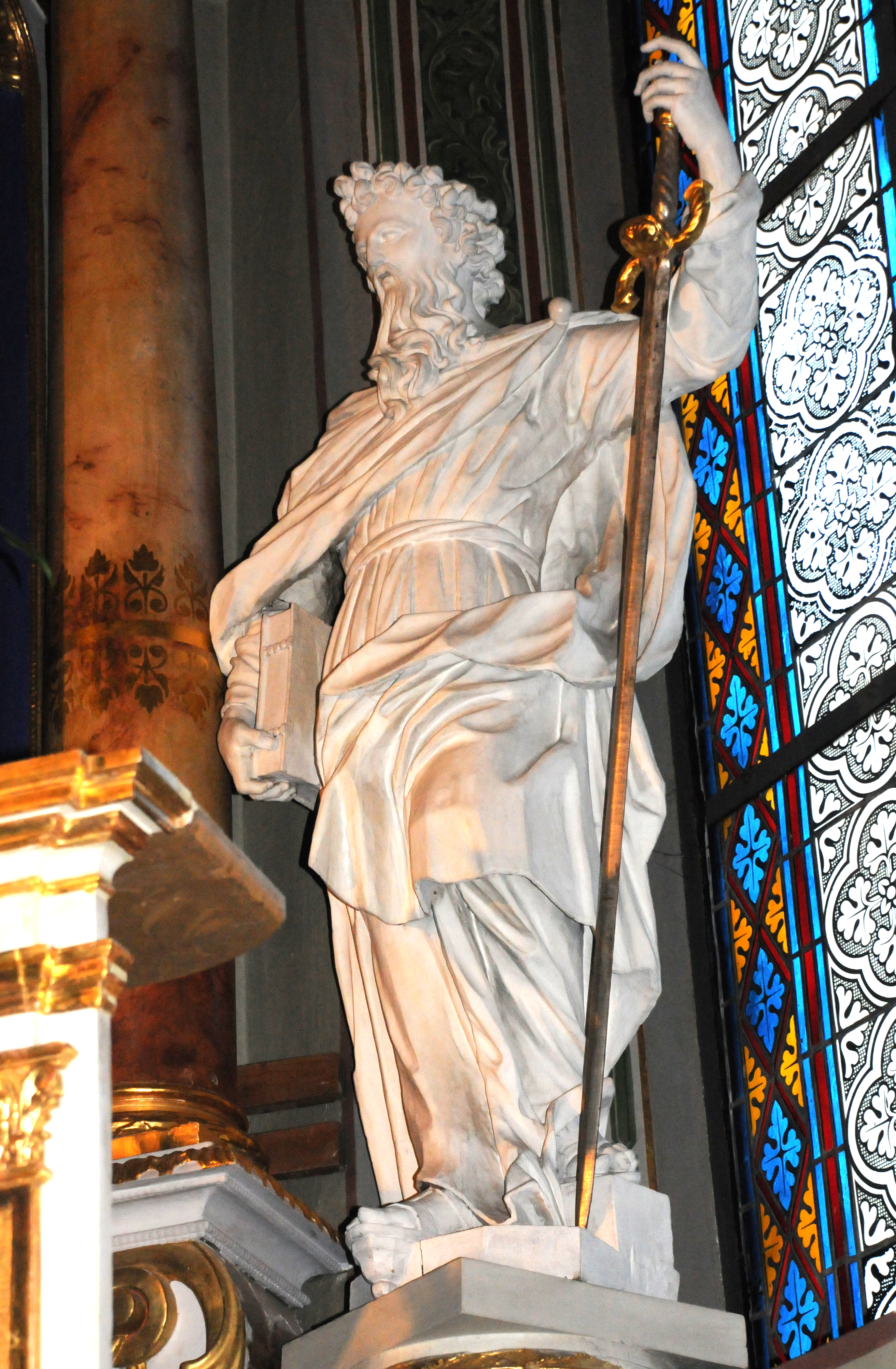
Der Heilige Paulus, Holzstatue rechts des Hauptaltars der Pfarrkirche von St. Christina in Gröden, von N. Rasmo Christian Trebinger zugeschrieben